# Jutta Bojsen-Møller
Jutta Bojsen-Møller, född 1837, död 1927, var en dansk kvinnosakspolitiker. Hon var ordförande för Dansk Kvindesamfund mellan 1894 och 1910.
Hon gifte sig 1857 med sockenrpästen Frederik Otto Ditlev Møller. Hon blev änka 1892, och började därefter engagera sig offentligt. 
Hon valdes 1894 till ordförande för Dansk Kvindesamfund. Hon var en framgångsrik ordförande genom sina många kontakter och sitt försonliga sätt och känd som Moder Jutta. Hon utvidgade medlemsantalet kraftigt, blev medlem i Danske Kvindeforeningers Valgretsudvalg 1898, och lyckades 1906 slutligen få Dansk Kvindesamfund att aktivt ta upp frågan om rösträtten. 